# João Cosme da Cunha
João Cosme da Cunha CRSA (ur. 27 września 1715 w Lizbonie, zm. 31 stycznia 1783 tamże) – portugalski kardynał.

## Życiorys
Urodził się 27 września 1715 roku w Lizbonie, jako syn Carlosa Manuela da Cunhi e Tavory i Isabel de Noronhi. W młodości wstąpił do zakonu kanoników regularnych. 15 maja 1740 roku przyjął święcenia diakonatu, a tydzień później – prezbiteratu. 28 marca 1746 roku został tytularnym arcybiskupem Olimpii i biskupem koadiutorem Leirii. 8 kwietnia zsukcedował diecezję, a 29 czerwca przyjął sakrę. 24 marca 1760 roku został arcybiskupem Évory. Był członkiem Rady Królewskiej i inkwizycji. 6 sierpnia 1670 roku został kreowany kardynałem prezbiterem, jednak nie otrzymał kościoła tytularnego. Zmarł 31 stycznia 1783 roku w Lizbonie.